# Луштица, Славко
Славко Луштица (сербохорв. Slavko Luštica; 11 января 1923, Кумбор, Херцег-Нови — 14 июля 1992, Сплит) — югославский футболист, игравший на позиции полузащитника. По завершении игровой карьеры — тренер.
Выступал, в частности, за клуб «Хайдук» (Сплит), а также национальную сборную Югославии.
В составе клуба «Хайдук» трижды выигрывал чемпионат Югославии как игрок и один раз как тренер.

## Клубная карьера
Начал заниматься футболом в команде «Освит» из города Шибеник.
Во взрослом футболе дебютировал в 1940 году выступлениями за команду «Хайдук» (Сплит). Играл за эту команду в военное время в соревнованиях Независимого государства Хорватия, а затем в футбольных турнирах СФРЮ. В течение первой половины 1950-х трижды завоевывал титул чемпиона Югославии.
В течение семнадцати лет выступлений за «Хайдук» провел 634 официальных матча, что делает его одним из лидеров по этому показателю в истории клуба. При этом в официально признанных сезонах чемпионата Югославии им было сыграно лишь немногим больше 200 игр.

## Выступления за сборные
В 1951 году дебютировал в официальных матчах в составе национальной сборной Югославии. В течение карьеры в национальной команде, которая длилась 2 года, провел в форме главной команды страны 3 матча.
В 1952 году вызывался в ряды олимпийской сборной Югославии, которая стала серебряным призёром на Олимпийских играх в Хельсинки. Однако, на самом турнире Луштица на поле не выходил.

## Карьера тренера
Начал тренерскую карьеру, вернувшись к футболу после небольшого перерыва, в 1960 году, возглавив тренерский штаб клуба «Шибеник». В течение 1960-х годов работал также с рядом других команд в югославской футбольном первенстве — «Задар», снова «Шибеник» и «Хайдук» (Сплит).
Последнюю команду возглавил в 1969 году, и за два года, в 1971 году, привел её к золотым наградам чемпионата страны.
Впоследствии в течение 1973—1976 годов работал с «Олимпией», а последним местом тренерской работы Луштица была сборная Югославии, главным тренером команды которой он был в течение 1978 года.
Умер 4 июля 1992 года на 70-м году жизни в Сплите.

## Титулы и достижения

### Как игрока
- Чемпион Югославии (3):

«Хайдук» (Сплит) : 1950, 1952, 1955

### Как тренера
- Чемпион Югославии (1):

«Хайдук» (Сплит) : 1971